# St. Aegyd am Neuwalde
St. Aegyd am Neuwalde, Sankt Aegyd am Neuwalde – gmina targowa w Austrii, w kraju związkowym Dolna Austria, w powiecie Lilienfeld. 1 stycznia 2022 liczyła 1818 mieszkańców.